# Arroyomolinos (communauté de Madrid)
Pour les articles homonymes, voir Arroyomolinos.
Arroyomolinos est une commune de la communauté de Madrid, en Espagne.

## Démographie
| 2709 | ...  | 3017 | 3011   | 3824   | 4700   | 5428   | 6116   | 7099   |
| 2005 | 2006 | 2007 | 2008   | 2009   | 2010   | 2011   | 2012   | 2013   |
| 8246 | 9020 | 9771 | 11 804 | 13 825 | 16 207 | 19 523 | 22 476 | 24 313 |